# تاريخ روسيا (1721-1796)

## عصر ثورات القصر الروسي
غير بيتر قواعد الخلافة على العرش بعد أن أعدم ابنه، ألكسي، الذي كان يعارض إصلاحات والده، حيث كان بمثابة وجه المجموعات المعادية للإصلاحات. القانون الجديد ينص على أن القيصر من شأنه أن يختار خليفة له، ولكن بيتر فشل في القيام بذلك قبل وفاته في 1725. في العقود التي تلت ذلك، لعدم وجود قواعد واضحة للخلافة تركت السلالة للمكائد والمؤامرات والانقلابات، والانقلابات المضادة. من الآن فصاعدا، أصبح دعم الحرس في قصر سانت بطرسبرغ عاملا حاسما من أجل الحصول على العرش. 
بعد وفاة بيتر كاثرين الأولى استولت على العرش. ولكن عندما توفيت في عام 1727، توج حفيد بيتر، بيتر الثاني، قيصرا. آنا إيفانوفا في 1730، الذي كان والدها ايفان الخامس قد شارك في الحكم مع بيتر، اعتلت العرش. زمرة من النبلاء التي وضعت أنا على العرش حاولت فرض شروط عليها. في نضالها ضد تلك القيود، حصلت أنا على دعم من نبلاء اخرين الذين يخشون أكثر من الاستبداد. وبالتالي مبدأ الاستبداد لا يزال يتلقى دعما قويا على الرغم من الصراعات الفوضوية على العرش.

توفيت آنا في 1740، وأعلن حفيد اخيها القيصر إيفان السادس. بعد سلسلة من الانقلابات العسكرية، جرى استبداله بابنة بطرس الأكبر اليزابيث (حكمت. 1741-1762). أثناء حكم اليزابيث، التي كانت أكثر فعالية بكثير من تلك من من سبقوها، بدأت الثقافة العصرية الروسية في الظهور. ضمن الفعاليات الثقافية البارزة تم تأسيس جامعة موسكو (1755)و الأكاديمية الإمبراطورية للفنون (1757) وظهور العلماء البارزين في روسيا كميخائيل لومونوسوف.

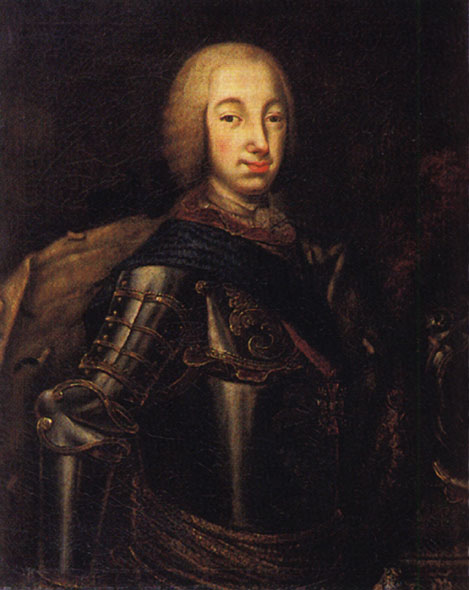
المستقبل بيتر الثالث من روسيا، 1753، عن طريق اليكسي انتروبوف

خلال فترة حكم خلفاء بطرس، قد اتخذت روسيا دورا أكثر نشاطا في شؤون الدول الأوروبية. من 1726 حتي 1761، كانت روسيا المتحالفة مع النمسا ضد الامبراطورية العثمانية، التي عادة ما تؤيد فرنسا. في حرب الخلافة البولندية (1733-1735)، سدت روسيا والنمسا المرشح الفرنسي لعرش بولندا. في حرب مكلفة مع الإمبراطورية العثمانية (1734-1739)، استاعدت روسيا ميناء أزوف. أكبر توغل روسي في أوروبا كان خلال حرب السنوات السبع (1756-1763)، حيث كانت الحرب على ثلاث قارات، بين بريطانيا وفرنسا مع العديد من الحلفاء على كلا الجانبين. في تلك الحرب، واصلت روسيا تحالفها مع النمسا، ولكن النمسا تحولت إلى تحالف مع فرنسا ضد بروسيا. في 1760 كانت القوات الروسية على أبواب برلين. لحسن حظ مملكة بروسيا، توفيت إليزابيث في 1762، وخليفتها، بيتر الثالث، تحالف مع بروسيا بسبب تفانيه في خدمة الملك البروسي فريدريك الكبير.
حكم بيتر الثالث على مدى قصير ولم يحظى بشعبية. على الرغم من أنه كان حفيد بطرس الأكبر، والده كان دوق هولشتاين-غوتوروب، لذا نشأ بيتر الثالث في بيئة لوثرية ألمانية. ولذلك فقد نظر إليه الروس كأجنبي. مما لا يخفي احتقاره لجميع الامور الروسية بيتر خلق استياء عميقا من خلال اجبارالتدريبات العسكرية البروسية في الجيش الروسي، والهجوم على الكنيسة الأرثوذكسية الروسية، وحرمان روسيا من تحقيق النصر العسكري من خلال إنشاء تحالفه المفاجئ مع بروسيا. الاستفادة من السخط والخوف على وظيفتها الخاصة بها، زوجة بيتر الثالث، كاثرين، خلعت زوجها في انقلاب عسكري مع شقيق عشيقها، ألكسي أورلوف، ثم قتلته، وذلك في يونيو 1762 وأصبحت كاترين كاترين الثانية، امبراطورة روسيا.

## توسع الامبراطورية الروسية ونضوجها -كاترين الثانية
عهد كاترين الثانية المميز التوسعي الإمبراطوري الذي جلب إمبراطورية ضخمة بأراض جديدة في الجنوب والغرب؛ وتوطيد الوضع الداخلي. في أعقاب اندلاع الحرب الروسية التركية مع الإمبراطورية العثمانية في 1768، اتفق الطرفان على معاهدة كوشوك- كاينارجي في عام 1774. في تلك المعاهدة، اكتسبت روسيا منفذا إلى البحر الأسود، وأصبح تتار القرم مستقلين عن العثمانيين. في عام 1783، ضمت كاثرين شبه جزيرة القرم، مما ساعد على اشعال شرارة الحرب الروسية العثمانية القادمة مع الإمبراطورية العثمانية، التي بدأت في عام 1787. بموجب معاهدة جاسي في 1792، سعت روسيا جنوبا إلى نهر دنيستر. شروط المعاهدة أقل بكثير من أهداف كاترين "الخطة اليونانية"—طرد العثمانيين من أوروبا وتجديد الإمبراطورية البيزنطية تحت السيطرة الروسية. الإمبراطورية العثمانية لم تعد تشكل تهديدا خطيرا لروسيا، مع ذلك، كانت لتتسامح مع تزايد النفوذ الروسي في البلقان.

توسع روسيا غربا تحت كاترين نتج عن تقسيم بولندا. حين ازداد ضعف بولندا في القرن الثامن عشر، كل واحد من جيرانه -- روسيا وبروسيا والنمسا—حاول وضع مرشحه الخاص على العرش البولندي. في عام 1772 اتفق الثلاثة على التقسيم الأولي للأراضي البولندية، والذي اكتسبت فيها روسيا بيلاروس وليفونيا. بعد التقسيم، شرعت بولندا في تنفيذ برنامج إصلاح واسع النطاق، شملت وضع دستور ديمقراطي أزعج الفصائل في بولندا والرجعية في روسيا. باستخدام خطر التطرف كعذر، بين السلطات الثلاث نفسه ألغى الدستور ومرة أخرى في عام 1793 جردت بولندا من أراضيها. هذه المرة روسيا حصلت على أكثر من أوكرانيا وبيلاروس إلى الغرب من نهر الدنيبر. تقسيم 1793 أدى إلى انتفاضة كوسيوسكو في بولندا والتي انتهت مع التقسيم الثالث في عام 1795. ونتيجة لذلك اختفت بولندا من الخريطة السياسية الدولية. 

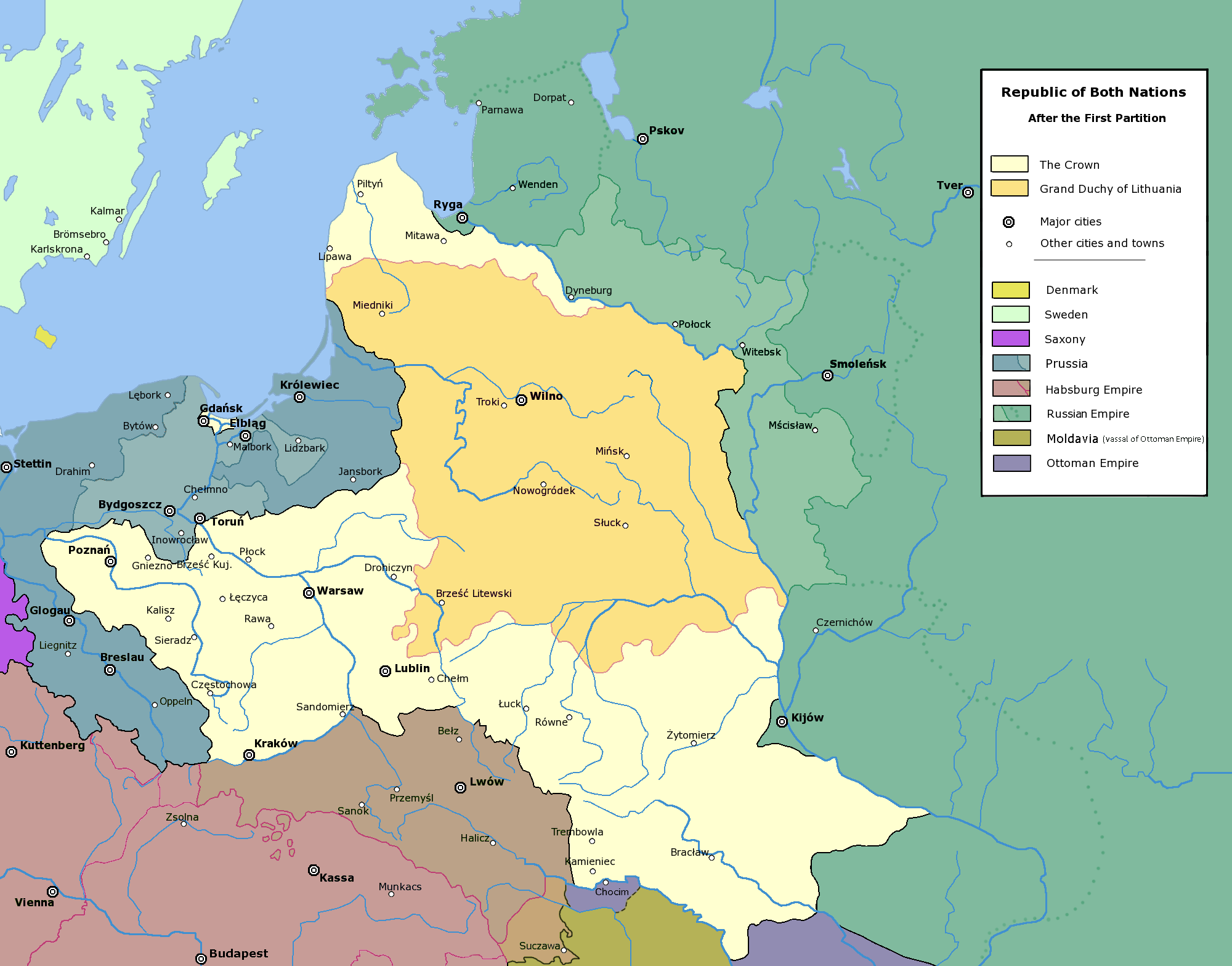
القسم الأول (1772).

على الرغم من أن تقسيم بولندا اضاف إلى أراضي روسيا ومكانتها، كما أنه خلق صعوبات جديدة. بعد أن خسرت بولندا كمنطقة عازلة، روسيا الآن لها حدود مشتركة مع كل من بروسيا والنمسا. بالإضافة إلى ذلك، أصبحت أكثر إمبراطورية غير متجانسة عرقيا كما استوعبت اعدادا كبيرة من البولنديين والأوكرانيين والبيلاروسيين، واليهود. مصير الأوكرانيين والبيلاروس، الذين يعملون في المقام الأول كاقنان، تغير قليلا في البداية تحت الحكم الروسي. اقر الروم الكاثوليك البولنديين استياءهم من فقدان الاستقلال، ولكن ثبت من الصعب السيطرة عليهم، وتم تنظيم انتفاضات عدة ضد الاحتلال. كانت روسيا قد منعت اليهود من الإمبراطورية في 1742، ونظر إليهم على أنهم غرباء. بعد المرسوم الصادر في 3 يناير 1792، بدأت رسميا في تسوية بال، والتي تسمح لليهود بالعيش فقط في الجزء الغربي من الإمبراطورية، مما يمهد الطريق لمكافحة التمييز اليهودي في فترات لاحقة. في الوقت نفسه ألغت روسيا الحكم الذاتي لأوكرانيا شرق دنيبر، في أراضي بحر البلطيق، ومختلف مناطق القوزاق. لها مع التركيز على اقامة إمبراطورية تدار بشكل موحد، كاترين بشرت سياسة إضفاء الطابع الروسي في وقت لاحق ان القياصرة وخلفائهم من شأنه الممارسة.
يناقش مؤرخون اخلاص كاترين بوصفها العاهل المستنير، ولكن قلة من يشك في انها تعتقد ان الحكومة في النشاط تهدف إلى تطوير موارد الامبراطورية واتخاذ هذا القرار في إدارة أكثر فعالية. في البداية، حاولت كاترين ترشيد إجراءات الحكومة من خلال القانون. في عام 1767، صنعت اللجنة التشريعية، والمستمدة من النبلاء، سكان القرية، وغيرهم، لتدوين القوانين في روسيا. ورغم أن اللجنة لم تضع قانونا جديدا للرمز، عرضت كاترين التعليمات إلى اللجنة بعض الروس إلى الفكر الغربي السياسي والقانوني.
خلال 1768-1774 في حالة حرب مع الدولة العثمانية شهدت روسيا اضطرابات اجتماعية كبرى، وانتفاضة بوغاتشيف. في عام 1773، أعلن الدون القوزاق، امليان بوغاتشيف، نفسه كإعادة للقيصر بيتر الثالث. قوزاق اخرون، من مختلف القبائل التركية التي ترى في انتهاك الدولة الروسية المركزية، والعمال الصناعيين في جبال الأورال، وكذلك الفلاحون الذين يأملون في الهروب من القنانة انضموا للتمرد. انشغال روسيا في حرب بوغاتشيف مكن من السيطرة على جزء من منطقة الفولغا، ولكن الجيش النظامي سحق التمرد في عام 1774.

انتفاضة بوغاتشيف عزز عزم كاترين على إعادة تنظيم إدارة المحافظات الروسية. في 1775، قسمت روسيا إلى المقاطعات والمناطق وفقا لإحصاءات السكان. ثم ألقت الشرطة في كل مقاطعة إدارية، ووسعت نطاقها، والجهاز القضائي. النبلاء لم يعد عليهم خدمة الحكومة المركزية، كما كان يشترط القانون منذ عهد بطرس الأكبر، وكثير منهم تلقى الأدوار الهامة في إدارة حكومات المقاطعات. 

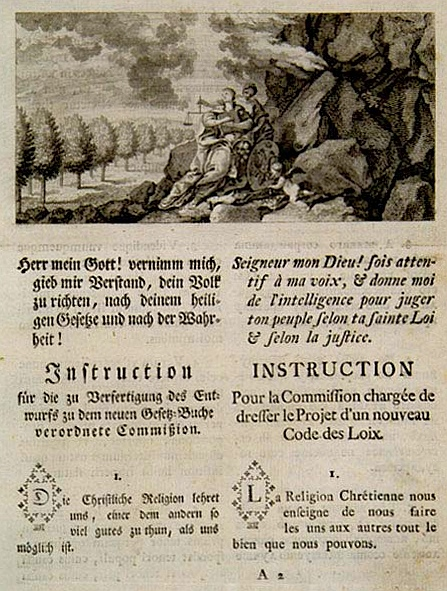
عنوان الصفحة لكاترين الثانية في التدريس، 1767.

قامت كاترين أيضا بمحاولة لتنظيم المجتمع في الفئات الاجتماعية. في 1785، وقالت انها أصدرت المواثيق للنبلاء وسكان القرية. ميثاق النبلاء أكد تحرر النبلاء من الخدمة الإلزامية، وقدم لهم الحقوق التي لا يمكن حتى للاستبداد تنتهك. ميثاق المدن ثبت تعقيدا ونجاحا في نهاية المطاف أقل من ميثاق النبلاء. الفشل في قضية مماثلة لوضع ميثاق فلاحي الدولة، أو لتحسين ظروف القنانة، تركت كاترين الإصلاحات الاجتماعية ناقصة في بعض العيون. في الواقع، الموقف القانوني من الأقنان ربما تدهور في عهد كاترين، والقوة المتزايدة للنبلاء ضعفت الموظفين المسؤولين عن إنفاذ القوانين القليلة التي لم تعد تحمي الأقنان.
التغريب في روسيا استمر خلال عهد كاترين. زيادة في عدد الكتب والدوريات أيضا جلب إليها المناقشات الفكرية والنقد الاجتماعي في عصر التنوير الروسي. في عام 1790، نشر ألكسندر نيكولايفيتش راديتشيف رحلته من سانت بطرسبورغ إلى موسكو، هجوما ضاريا على القنانة وعلى الاستبداد. شعرت كاترين بالخوف من الثورة الفرنسية، وتم القبض على راديتشيف ونفيه إلى سيبيريا. اكتسب راديتشيف اعترافا بأنه الأب الروحي للتطرف الروسي.
جلبت كاترين الكثير من سياسات بطرس الأكبر إلى حيز الواقع ووضعت أساس لامبراطورية في القرن التاسع عشر. أصبحت روسيا قوة قادرة على التنافس مع جيرانها الأوروبيين في المجالات العسكرية والسياسية والدبلوماسية. نخبة روسيا الثقافية أصبحت أشبه بنخب دول أوروبا الوسطى والغربية. تنظيم المجتمع ونظام الحكم، من بطرس الأكبر في المؤسسات المركزية لكاترين الإدارة الإقليمية، دون تغيير أساسا حتى تحرير الأقنان الأرض في العام 1861، في بعض النواحي، وحتى سقوط النظام الملكي في عام 1917. دفعت كاترين إلى الجنوب، بما في ذلك إنشاء ميناء أوديسا الروسي على البحر الأسود، وفرت الأساس لروسيا في القرن التاسع عشر من ناحية الحبوب التجارية.
على الرغم من هذه الإنجازات، لا تزال تحدق الامبراطورية التي بطرس الأول وكاترين الثانية قد بنيت مع المشاكل الأساسية. مجموعة صغيرة من النخبة المؤوربة، تنفر من كتلة من المواطنين الروس العاديين، أثار تساؤلات حول جوهر تاريخ روسيا، والثقافة، والهوية. حققت روسيا تفوقها العسكري من قبل الاعتماد على القسر وعلى الاقتصاد البدائي الأمر على أساس العبودية. على الرغم من أن التنمية الاقتصادية في روسيا تقريبا كافية لاحتياجات القرن الثامن عشر، فإنها لا تزال غير مؤهلة لهذا التحول من الثورة الصناعية كان يسبب في البلدان الغربية. محاولة كاترين لتنظيم المجتمع في فئات أوائل الشركات التي تواجه التحدي المتمثل في قيام الثورة الفرنسية، والتي أكدت المواطنة الفردية. روسيا والتوسع الإقليمي، وعلى إدماج عدد متزايد من المنظمات غير الروسية في الإمبراطورية مهدت الطريق لمشكلة القوميات المستقبلية. أخيرًا، في أول استجواب على العبودية والاستبداد على أسس أخلاقية ألمحت إلى الصراع بين الدولة والمثقفين من شأنه أن تصبح المهيمنة في القرن التاسع عشر.
خلال القرن التاسع عشر جعل السكان والموارد والجهود الدبلوماسية الدولية، والقوات العسكرية روسيا واحدة من أقوى الدول في العالم. قوتها مكنها من الاضطلاع بدور أكثر حزما في الشؤون الأوروبية. هذا الدور وجه الإمبراطورية إلى سلسلة من الحروب ضد نابليون، والتي كانت عواقب بعيدة المدى بالنسبة لروسيا وبقية أوروبا. بعد فترة من التنوير، أصبحت روسيا من المعارضين النشطين لتحرير الاتجاهات السائدة في أوروبا الوسطى والغربية.
داخليا، ازداد عدد سكان روسيا أكثر تنوعًا مع كل اكتساب للأراضي. شمل السكان اللوثريين الفنلنديين والالمان البلطيق والاستونيين واللاتفيين؛ وبعض الروم الكاثوليك الليتوانيين والبولنديين وبعض اللاتفيين؛ والبيلاروس والأوكرانيين الأرثوذكسيين والبابويين؛ والشعوب المسلمة على طول الحدود الجنوبية للإمبراطورية في الشرق؛ والروم الأرثوذكس والجورجيين، وأعضاء الكنيسة الأرمنية الرسولية. كما أن النفوذ الغربي والمعارضة الروسية التي شنت على الاستبداد، كان رد فعل النظام من خلال إنشاء الشرطة السرية، وزيادة الرقابة من أجل تقليص أنشطة الأشخاص الداعين إلى التغيير. النظام لا يزال ملتزما اقتصاد القنانة القائم باعتباره وسيلة لدعم الطبقات العليا، والحكومة، والقوات العسكرية. ولكن وقفت كشفت روسيا في التخلف والضعف الكامن في منتصف القرن، عندما اضطرت القوى الأوروبية الكبرى في استسلام القلعة الروسية في القرم.